# Іврейська марка
Іврейська марка (італ. Marca d'Ivrea) або Іврейське маркграфство (нім. Markgrafschaft Ivrea) — марка, що існувала в X столітті на кордоні сучасних Італії та Франції. Її столицею було місто Івреа, а правили в ній представники роду Анскаридів.

## Історія
Марку було створено 888 року королем Італії Гвідо для Анскара, який підтримував його під час невдалої спроби заволодіти французьким троном. Нащадки Анскара керували маркою впродовж всього X століття, а деякі з них ставали королями Італії, однак на початку XI століття титул маркграфа Іврейського став вакантним, а імператор Генріх II вирішив не призначати нового маркграфа.

## Маркграфи Івреї
- Анскар (888—902)
- Адальберт I (902—924)
- Беренгар I (924—950)
- Гі (950—965)
- Адальберт II (965—970)
- Конрад (970— бл. 990)
- Ардуїн (бл. 990—1015)